# Österreich-Rundfahrt 2009
Die 61. Österreich-Rundfahrt war ein Radrennen, das am 5. Juli 2009 in Dornbirn startete und nach acht Etappen am 12. Juli in Wien mit der Zielankunft vor dem Wiener Burgtheater endete. Das 1174,3 Kilometer lange Etappenrennen gehörte zur UCI Europe Tour 2009 und wurde dort in die höchste Kategorie 2. Hors Catégorie eingestuft. Die Tour führte durch acht der neun Bundesländer; lediglich Oberösterreich wurde von der Tour nicht durchfahren.

## Etappenübersicht
| Etappe | Datum    | Start–Ziel                             | Distanz | Etappensieger          | Gelbes Trikot          |
| ------ | -------- | -------------------------------------- | ------- | ---------------------- | ---------------------- |
| 1.     | 5. Juli  | Dornbirn–Dornbirn                      | 141,9   | André Greipel (THR)    | André Greipel (THR)    |
| 2.     | 6. Juli  | Landeck–Kitzbüheler Horn (Bergankunft) | 183,2   | Michael Albasini (THR) | Michael Albasini (THR) |
| 3.     | 7. Juli  | Kitzbühel–Prägraten am Großvenediger   | 183,7   | Pieter Weening (RAB)   | Michael Albasini (THR) |
| 4.     | 8. Juli  | Lienz–Wolfsberg                        | 217,2   | Jan Bárta (KTM)        | Michael Albasini (THR) |
| 5.     | 9. Juli  | Wolfsberg–Judendorf-Straßengel         | 138,9   | Dries Devenyns (QST)   | Michael Albasini (THR) |
| 6.     | 10. Juli | Sankt Pölten–Horn                      | 158,8   | André Greipel (THR)    | Michael Albasini (THR) |
| 7.     | 11. Juli | Podersdorf–Illmitz–Podersdorf (EZF)    | 026,3   | Koos Moerenhout (RAB)  | Michael Albasini (THR) |
| 8.     | 12. Juli | Podersdorf–Wien, Burgtheater           | 124,3   | André Greipel (THR)    | Michael Albasini (THR) |

|  |  |

## Mannschaften
Unter den 17 teilnehmenden Mannschaften mit je acht Fahrern befanden sich zehn UCI ProTeams. Eine Mannschaft, Amica Chips-Knauf aus San Marino, hatte trotz Nennung die Teilnahme abgesagt. Nachdem Silence-Lotto, Team Columbia, Garmin-Slipstream und Katjuscha nur mit jeweils sieben Fahrern antraten, gingen somit insgesamt 132 Fahrer in Dornbirn an den Start.
Im Verlauf der zweiten Etappe schieden zwei Fahrer aus. Die Königsetappe über den Großglockner zwang fünf Fahrer zum Ausscheiden. Während der vierten und längsten Etappe verließen vier Fahrer die Tour. Die fünfte Etappe zwang fünf Fahrer zum Ausscheiden. Auf der Schlussetappe gaben neun Fahrer auf. Damit beendeten 107 Fahrer die 61. Österreich-Rundfahrt.
Nur zwei Teams, ARBÖ Wels Gourmetfein und Team Vorarlberg-Corratec, brachten alle Fahrer ins Ziel. Mit jeweils drei ausgeschiedenen Fahrer hatten Garmin-Slipstream, Contentpolis-AMPO und ARBÖ-KTM-Junkers die meisten Verluste aufzuweisen.
| Mannschaft                      | Kürzel | Lizenz                        | Starter |
| ------------------------------- | ------ | ----------------------------- | --- |
| Team Milram                     | MRM    | ProTeam                       | 1 Markus Eichler, 2 Luca Barla (in Etappe 5 ausgeschieden), 3 Thomas Fothen, 4 Arthur Gajek, 5 Christian Kux, 6 Dominik Roels (in Etappe 4 ausgeschieden), 7 Matthias Russ, 8 Martin Velits                                                            |
| Quick Step                      | QST    | ProTeam                       | 11 Dario Cataldo, 12 Dries Devenyns, 13 Kevin Seeldraeyers, 14 Francesco Reda, 15 Branislav Samoilav, 16 Hubert Schwab (in Etappe 8 ausgeschieden), 17 Thomas Vedelkvist, 18 Marco Velo                                                                |
| Rabobank                        | RAB    | ProTeam                       | 21 Bram De Groot, 22 Graeme Brown, 23 Mathew Haymann, 24 Rick Flens (in Etappe 8 ausgeschieden), 25 Koos Moerenhout, 26 Kai Reus, 27 Bram Tankink, 28 Pieter Weening                                                                                   |
| Silence-Lotto                   | SIL    | ProTeam                       | 31 Michiel Elijzen (in Etappe 3 ausgeschieden), 32 Olivier Kaisen, 33 Bart Doukx, 34 Gorik Gardeyn, 35 Roy Sentjens, 36 nicht am Start, 37 Jonas Ljungblad, 38 Jelle Vanendert                                                                         |
| Katjuscha                       | KAT    | ProTeam                       | 41 Laszlo Bodrogi, 42 Sergey Klimov, 43 Ivan Rovny (in Etappe 5 ausgeschieden), 44 Denis Galimsjanow, 45 Alexander Serov, 46 Gennady Mikhaylov, 47 nicht am Start, 48 Ben Swift                                                                        |
| Fuji-Servetto                   | FUJ    | ProTeam                       | 51 Eros Capecchi, 52 Paolo Bailetti, 53 Juan José Cobo Acebo, 54 David de la Fuente Rasilla (in Etappe 8 ausgeschieden), 55 Benat Intxausti, 56 Frederik Kessiakoff, 57 Robert Kiserlovski, 58 Cameron Wurf (in Etappe 8 ausgeschieden)                |
| Team Columbia                   | THR    | ProTeam                       | 61 Michael Albasini, 62 Michael Barry, 63 Gert Dockx, 64 André Greipel, 65 Marco Pinotti (in Etappe 2 ausgeschieden), 66 Morris Possoni, 67 nicht am Start, 68 Marcel Sieberg                                                                          |
| Garmin-Slipstream               | GRM    | ProTeam                       | 71 Hans Dekkers (in Etappe 8 ausgeschieden), 72 Jason Donald, 73 Timmy Duggan, 74 Huub Dujn, 75 Cameron Meyer, 76 Kilian Patour (in Etappe 3 ausgeschieden), 77 Christopher Sutton (in Etappe 5 ausgeschieden), 78 nicht am Start                      |
| Cervélo TestTeam                | CTT    | ProTeam                       | 81 Jeremy Hunt, 82 Ted King, 83 Daniel Fleemann (in Etappe 3 ausgeschieden), 84 Xavier Florencio, 85 Gabriel Rasch, 86 Martin Reimer (in Etappe 8 ausgeschieden), 87 Joaquin Novoa Mendez, 88 Oscar Pujol Munoz                                        |
| Serramenti PVC                  | SDA    | ProTeam                       | 91 Manuel Belletti (in Etappe 5 ausgeschieden), 92 Leonardo Bertagnolli, 93 Alessandro Bertolini, 94 Francesco Ginanni (in Etappe 3 ausgeschieden), 95 Leonardo Moser, 96 Luis Angel Mate, 97 Luca Solari, 98 Luca Celli                               |
| Amica Chips-Knauf               | ACK    | Professional Continental Team | nicht am Start |
| Ceramica Flaminia-Bossini Docce | FLM    | Professional Continental Team | 111 Adriano Angeloni (in Etappe 8 ausgeschieden), 112 Cristiano Fumagalli, 113 Giampaolo Caruso, 114 Massimiliano Gentili, 115 Dainius Kairelis, 116 Bernardo Riccio, 117 Luigi Sestilli, 118 Simenoni Filippo                                         |
| ISD-NERI                        | ISD    | Professional Continental Team | 121 Cristian Benenati, 122 Gianluca Mirenda, 123 Ruslan Pidhornyj, 124 Alessandro Proni (in Etappe 8 ausgeschieden), 125 Davide Ricci Bitti, 126 Ian Stannard, 127 Giovanni Visconti, 128 Emanuele Vona                                                |
| Contentpolis-AMPO               | MCO    | Professional Continental Team | 131 Sergio Dominguez (in Etappe 4 ausgeschieden), 132 Javier Etxarri (in Etappe 3 ausgeschieden), 133 RafaelSerrano, 134 Claudio Casas, 135 Óscar García-Casarrubios (in Etappe 5 ausgeschieden), 136 Ruben Reig, 137 Eloy Teruel, 138 Pedro Jose Vera |
| Team Vorarlberg-Corratec        | VBG    | Professional Continental Team | 141 Sylvère Ackermann, 142 Josef Benetseder, 143 René Haselbacher, 144 Philipp Ludescher, 145 Harald Morscher, 146 Daniel Musiol, 147 Sebastian Siedler, 148 Wim Vanhuffel                                                                             |
| Elk Haus NÖ                     | ELK    | Professional Continental Team | 151 Matthias Brändle, 152 Stefan Denifl, 153 Markus Eibegger, 154 Steffen Radochla, 155 Stefan Rucker, 156 Björn Thurau (in Etappe 2 ausgeschieden), 157 Harald Starzengruber, 158 Jan Valach                                                          |
| ARBÖ-KTM-Junkers                | KTM    | Continental Team              | 161 Jan Bárta, 162 Robert Gassmayr, 163 Hannes Gründlinger (in Etappe 8 ausgeschieden), 164 Michael Knopf (in Etappe 4 ausgeschieden), 165 Josef Kugler, 166 Petr Lechner, 167 Stefan Pöll (in Etappe 4 ausgeschieden), 168 Stefan Probst              |
| ARBÖ Wels Gourmetfein           | RAD    | Continental Team              | 171 Dominik Hrinkow, 172 Michael Pichler, 173 Peter Pichler, 174 Rupert Probst, 175 Werner Riebenbauer, 176 Martin Riska, 177 Matthias Schröger, 178 Riccardo Zoidl                                                                                    |

## Die Rundfahrt

### 1. Etappe
Der neutralisierte Start der 61. Österreich-Rundfahrt erfolgte um 11:00 Uhr vor dem Dornbirner Rathaus, der offizielle Start im Messepark. Nach der Durchfahrtsprämie in Rankweil erwartete die Fahrer nach 34,7 km in Thüringerberg eine Bergwertung der dritten Kategorie. Nach 57,2 km folgte in Bludenz bei der Fohrenburg die erste Sprintwertung und bei Rennkilometern 60,1 in Brand eine Bergwertung der vierten Kategorie. Nach einer weiteren Sprintwertung in Bludenz nach 69,2 km und einer Bergwertung der vierten Kategorie bei Kilometer 89,6 am Schwarzen See führte die Strecke zurück nach Dornbirn, wo nach 117,5 km die erste Zieldurchfahrt mit einer weiteren Sprintwertung erfolgte. Nach einer 24 km langen Schleife über Hohenems und Altach endete die Etappe bei Rennkilometer 141,9.

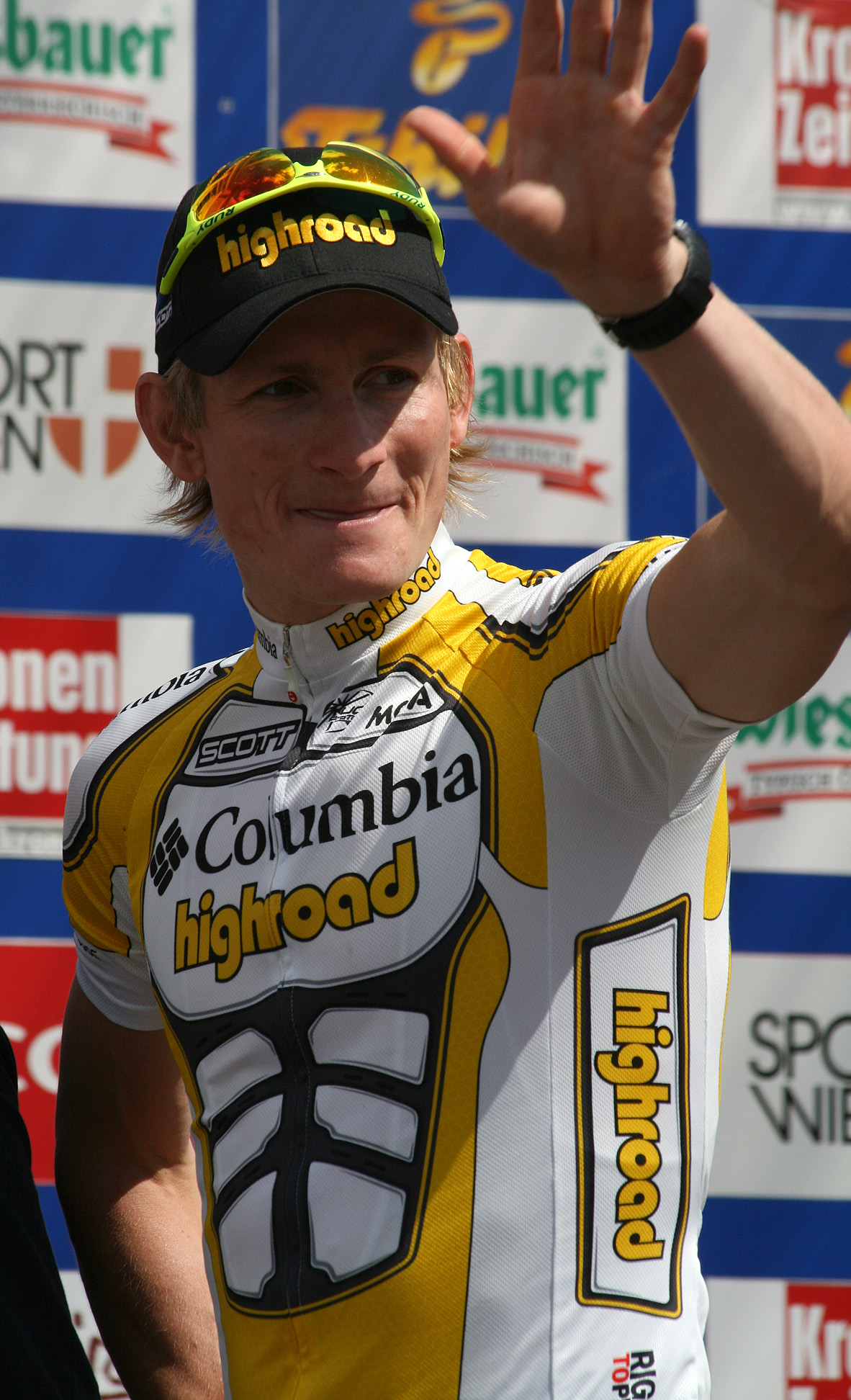
André Greipel, Etappensieger und Sieger der Gesamt-Sprintwertung

Nach der ersten Bergwertung gelang es dem Slowaken Martin Velits und dem kanadischen Zeitfahr-Vizeweltmeister Svein Tuft sich vom Feld zu lösen. Ihr Vorsprung von maximal rund sieben Minuten reichte jedoch nicht für einen erfolgreichen Ausreißversuch aus; sie wurden wenige Kilometer vor dem Ziel wieder eingeholt. Die Entscheidung um den Etappensieg fiel im Sprint, den der Deutsche André Greipel, im Vorjahr Gewinner der Sprintwertung, für sich entschied. Greipel übernahm damit auch das Trikot des Gesamtführenden.

### 2. Etappe

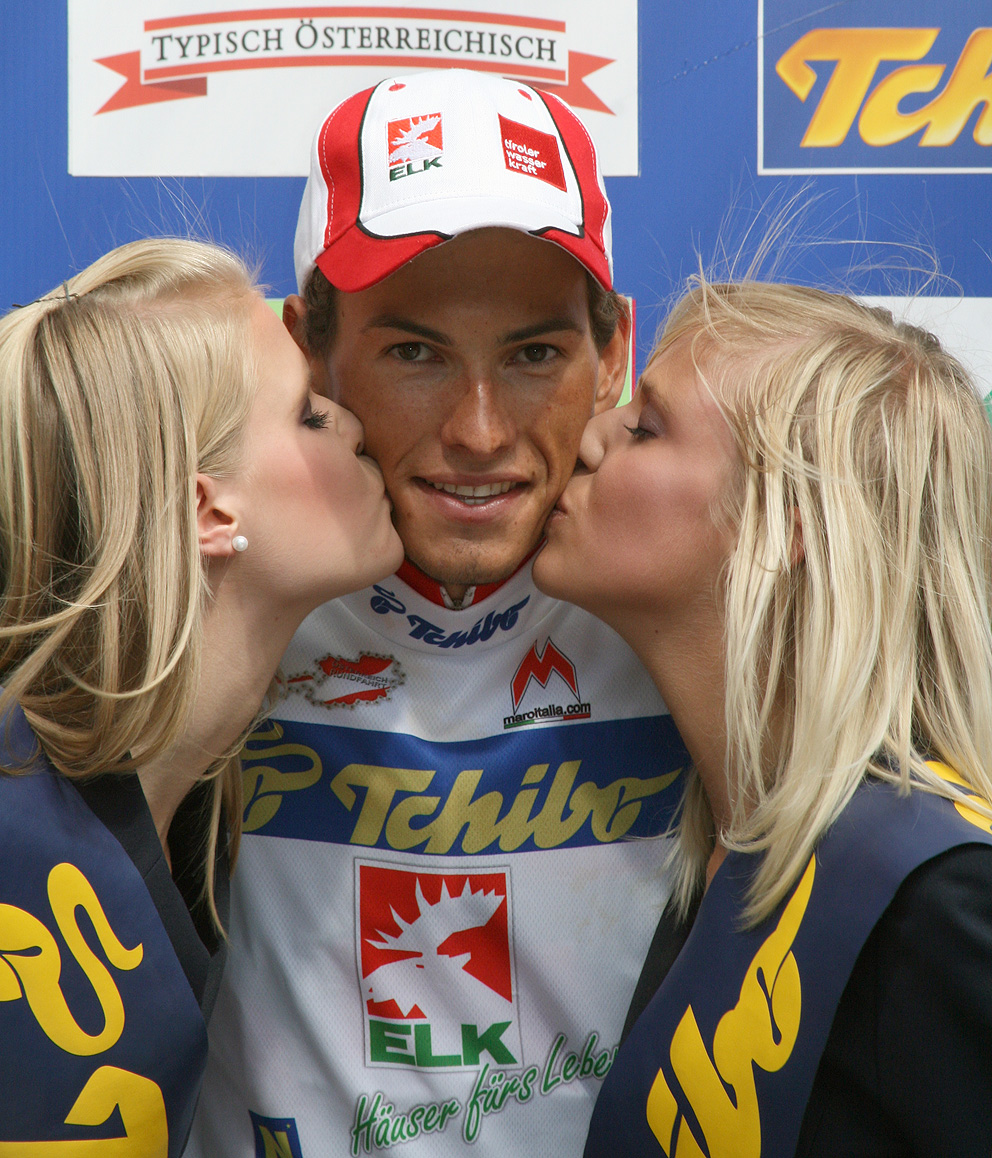
Stefan Denifl, bester Österreicher am Kitzbüheler Horn (Rang 10) und am Ende der Rundfahrt (Rang 8)

Der Start zur zweiten Etappe erfolgte um 10:30 Uhr in Landeck. Von der Malserstraße ging es vorerst 7,0 km neutralisiert bis Zams, wo der eigentliche Start erfolgte. Bereits nach 11,2 km kam es in Imsterberg zur ersten Bergwertung der Kategorie 4. In Silz folgte nach 33,0 km die erste Sprintwertung des Tages. In Zirl wurde nach 58,6 km zur zweiten Sprintwertung angetreten. Die dritte Sprintwertung erfolgte nach 116,0 km in Brixlegg. In Itter kam es nach 143,3 km zur zweiten Bergwertung (Kategorie 3). Nach einer kurzen Abfahrt ging es ab km 147,7 nur mehr bergan. Nach 175,4 km zweigte die Tour von der Pass Thurn Straße (B161) in Richtung Kitzbüheler Horn ab. Nach der Eisenbahnunterführung erfolgte der Beginn der Bergwertung. Das Feld hatte nunmehr auf den letzten 7,7 km bei einer durchschnittlichen Steigung von 12,4 % und einer Maximalsteigung von 16,0 % bis zum Ziel 953 Höhenmeter zurückzulegen. Der Zieleinlauf der Bergwertung der Hors Catégorie erfolgte am Kitzbüheler Horn in 1670 m ü. A.
Bereits etwa 20 km nach dem Start konnte sich eine 13-köpfige Spitzengruppe vom Feld absetzen und einen durchschnittlichen Vorsprung von drei Minuten herausfahren. Mit in der Spitzengruppe war der Schweizer Michael Albasini, der 2009 mit der Tour de Suisse und der Baskenland-Rundfahrt zwei Saisonsiege landen konnte. Während die restlichen zwölf Fahrer zurückfielen, nahm Albasini den Anstieg zum Kitzbüheler Horn als Erster in Angriff. Als erster Verfolger machte der italienische Kletterspezialist Giampaolo Caruso, bei der Österreich-Rundfahrt 2008 Gesamtfünfter und Gewinner der Bergwertung, Sekunde um Sekunde gut und schloss bei der vorletzten Kehre zu Albasini auf; ihm folgte der Ukrainer Ruslan Pidhornyj, im Vorjahr Etappensieger und Gesamtdritter. Im flacher werdenden Zielbereich musste Caruso seiner Aufholjagd Tribut zollen. Als Albasini den Sprint anzog, konnte Caruso nicht mehr mithalten, wodurch der Schweizer die Ziellinie mit fünf Sekunden Vorsprung vor dem Italiener und 38 Sekunden vor Pidhornyj überfuhr. Bester Österreicher wurde Stefan Denifl (Rückstand 1:50 Minuten) auf Rang zehn vor dem besten Deutschen Matthias Russ (2:10 Minuten zurück). Auftaktsieger Andrè Greipel landete mit 8:33 Minuten Rückstand auf dem 58. Rang.

### 3. Etappe

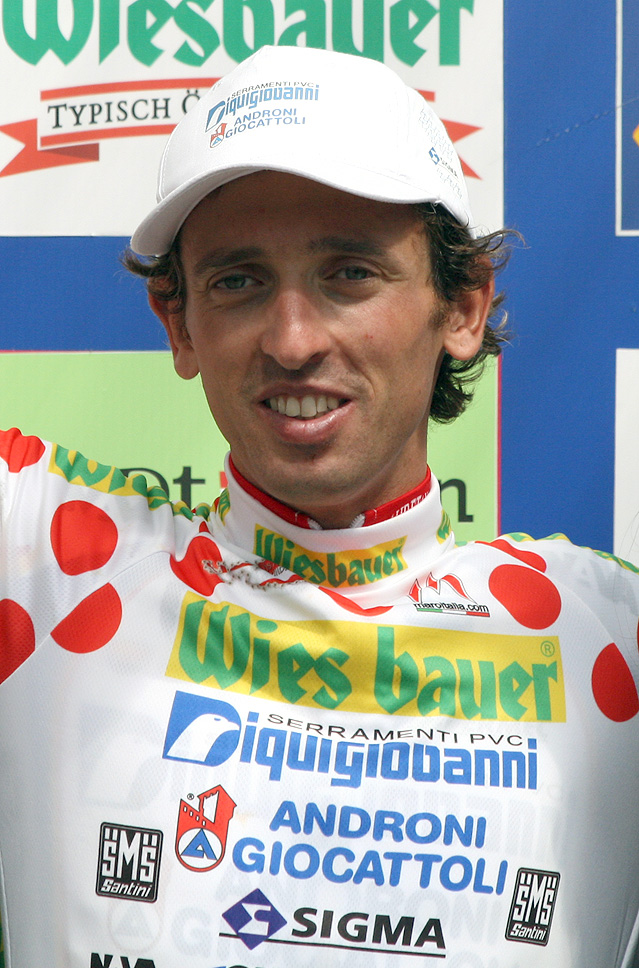
Leonardo Bertagnolli, am Ende der Rundfahrt Sieger der Gesamt-Bergwertung

Nach der schwierigen Zielankunft auf dem Kitzbüheler Horn wartete am dritten Tag die Königsetappe auf die verbliebenen 132 Fahrer. Der Start erfolgte um 10:00 Uhr in der Kitzbüheler Vorderstadt, von wo es 2,7 km neutralisiert bis zur Stadtgrenze ging. Bereits nach 15,6 km wartete am Pass Thurn die erste Bergwertung der Kategorie 3. Nach 32,6 km kam es in Uttendorf zur ersten Sprintwertung. Nach 68,3 km begann bei der Mautstelle Ferleiten der Anstieg auf den Großglockner. Nach 14 Kehren auf der Großglockner Hochalpenstraße bei einer durchschnittlichen Steigung von 9,6 % und einer Maximalsteigung von 12 % und Absolvierung einer Höhendifferenz von 1283 Metern wurde nach 13,3 km das Fuscher Törl (2428 m ü. A.) erreicht. Der Sieger der Hors Catégorie wurde als „Glocknerkönig“ gewertet. Nach einer kurzen Abfahrt erfolgte der Anstieg zum Hochtor. Nach 87,5 km wurde bei der Bergwertung der Kategorie 2 auf 2504 m ü. A. das Dach der Tour erreicht. Nachdem es bis Winklern ständig bergab gegangen war, erfolgte ab dort der 4 km lange Anstieg zum Iselsberg, einer Bergwertung der Kategorie 3 (km 127,9). Nach 139,7 km erfolgte in Lienz die zweite Sprintwertung des Tages. Kurz nach Matrei in Osttirol begann der Anstieg zur fünften Bergwertung (Kategorie 2) des Tages, die nach 175,6 km in Virgen erreicht wurde. Der Zieleinlauf erfolgte nach 183,7 km in Prägraten am Großvenediger.
Etwa 25 km nach dem Start bildete sich in Mittersill eine zehnköpfige Spitzengruppe, die den Großglockner in Angriff nahm. Der 35-jährige Niederländer Koos Moerenhout erwies sich dabei als bester Kletterer und sicherte sich vor dem US-Amerikaner Timothy Duggan und dem Italiener Leonardo Bertagnolli den Titel des Glocknerkönigs 2009. Als bester Österreicher kam Matthias Brändle als achter am Fuscher Törl an. Die Bergwertung am Hochtor ging ebenfalls an Moerenhout, der bis zum Anstieg auf den Iselsberg die Spitze halten konnte. Nachdem er von der vierköpfigen Verfolgergruppe gestellt worden war, setzte sich Bertagnolli, der 2009 bereits die 15. Etappe des Giro d’Italia gewonnen hatte, an die Spitze und schien die darauf folgende knapp 60 km lange Solofahrt mit einem Vorsprung von bis zu drei Minuten erfolgreich ins Ziel bringen zu können. Nur 500 Meter brauste jedoch noch der Niederländer Pieter Weening, der sich von der Verfolgergruppe abgesetzt hatte, heran und sicherte sich vier Sekunden vor Bertagnolli und 16 Sekunden vor dem Weißrussen Branislau Samojlau den Etappensieg. Michael Albasini überquerte als Vierter die Ziellinie und verteidigte damit sein gelbes Trikot des Gesamtführenden erfolgreich. Mit einem Rückstand von 28 Sekunden landete wiederum Stefan Denifl am elften Rang. Bester Deutscher wurde wiederum Matthias Russ, der jedoch als 28. mit 16:11 Minuten bereits gewaltigen Rückstand aufwies.

### 4. Etappe
Nach den beiden schweren Bergetappen wartete am vierten Tourtag die längste Etappe auf die Teilnehmer. Gestartet wurde um 10:40 Uhr am Lienzer Hauptplatz, von wo es neutralisiert 9,8 km bis Nikolsdorf ging. Dort erfolgte der eigentliche Start. Bereits nach 16,2 km wartete auf dem Gailbergsattel eine Bergwertung der Kategorie 2 auf die Fahrer. Nach 54,7 km kam es in Hermagor zur ersten Sprintwertung. Die zweite Sprintwertung folgte nach 86,6 km in Arnoldstein. In Ferlach kam es nach 139,3 km zur dritten Sprintwertung des Tages. In Abtei erfolgte nach 155,8 km die zweite Bergwertung der Kategorie 2. Nach 198,8 km kam es auf dem Griffener Berg zur dritten Bergwertung (Kategorie 3) des Tages. Nach 217,2 km Fahrt wurde das Ziel in Wolfsberg erreicht.
Die vierte Etappe wurde in hohem Tempo eröffnet, das vorerst keinen Fluchtversuch zuließ. Nachdem die ersten 70 km, bei denen es auch zu einigen Stürzen kam, mit einer Durchschnittsgeschwindigkeit von mehr als 50 km/h absolviert wurden, konnte sich eine fünfköpfige Spitzengruppe absetzen. Nachdem der Beste dieses Quintetts in der Gesamtwertung mehr als 20 Minuten Rückstand aufwies, wies der Gesamtführende Michael Albasini das Feld an, das Tempo zu drosseln. Die Spitzengruppe konnte in der Folge einen Vorsprung von bis zu 14 Minuten herausfahren. Nach der letzten Bergwertung kam es in der Spitzengruppe zu mehreren Attacken, ehe sich 4,5 km vor dem Ziel der 24-jährige Tscheche Jan Bárta gemeinsam mit Joaquin Novoa Méndez entscheidend absetzen konnte. Im langen Zielsprint ließ Bárta dem Spanier jedoch keine Chance und fuhr noch neun Sekunden Vorsprung heraus. Das Hauptfeld mit Michael Albasini erreichte mit mehr als zehn Minuten Rückstand das Ziel. Als bester Österreicher klassierte sich der Salzburger Rupert Probst am 20. Platz.

### 5. Etappe
Der Start zur fünften Etappe erfolgte um 12:30 Uhr vor dem Rathaus in Wolfsberg. Von dort ging es neutralisiert bis zum Ortsende, wo der eigentliche Start erfolgte. Nach 20,8 km kam es auf dem Pack-Sattel (1078 m ü. A.) zur ersten Bergwertung (Kategorie 2). Am Södingberg kam es nach 64,6 km zur zweiten Bergwertung (Kategorie 3). In Stallhofen folgte nach 74,8 km die erste und in Rohrbach-Aich nach 88,3 km die zweite Sprintwertung. Kurz nach dem Ortsende von Plankenwarth kam es nach 62,3 km zur dritten Bergwertung (Kategorie 3) des Tages. Anlässlich der ersten Zieldurchfahrt in Judendorf-Straßengel erfolgte nach 104,7 km die dritte Sprintwertung. Danach hatte das Feld noch zwei Schleifen zurückzulegen, ehe es nach 139,3 km zum Zieleinlauf in Judendorf-Straßengel kam.

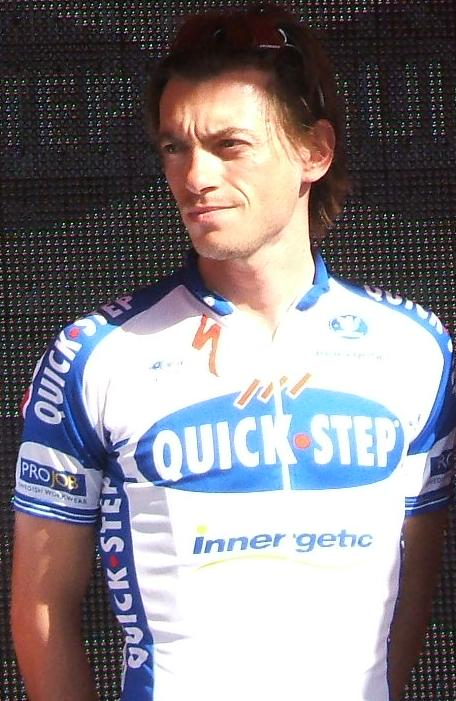
Etappensieger Dries Devenyns

Gleich unmittelbar nach dem Start kam es zu mehreren Attacken. Eine Ausreißergruppe von 17 Fahrern, die sich nach fünf Kilometern bildete, konnte bei der Auffahrt zum Pack-Sattel wieder gestellt werden. Die entscheidende Attacke folgte nach etwa 50 Kilometern, als sich vier Fahrer absetzen konnten. Während Dries Devenyns, Bram de Groot und Maxim Belkow davonzogen, fiel der Italiener Luca Solari wieder zurück. Nachdem die Gruppe bei der zweiten Zieldurchfahrt in Judendorf-Straßengel nach zwei Minuten Vorsprung hatte, lösten sich danach Jeremy Hunt und der Sieger des Vortags Jan Bárta aus dem Hauptfeld und schlossen zur Spitze auf. Am letzten Anstieg setzte sich der 25-jährige Belgiers Dries Devenyns aus der Spitzengruppe ab und fuhr letztlich als klarer Sieger durchs Ziel. Als bester Österreicher landete Werner Riebenbauer mit 1:45 min Rückstand am elften Platz. Stefan Denifl, der seit der Glockneretappe mit einer Magenverstimmung kämpft, konnte als bester Österreicher seinen achten Gesamtrang mit 2:11 min Rückstand erfolgreich verteidigen. Matthias Russ liegt als bester Deutscher mit 21:48 min Rückstand am 29. Platz.
Die fünfte Etappe, die bei Gewitter und im Dauerregen gefahren wurde, war von zahlreichen Stürzen überschattet. Während der Österreicher René Haselbacher die Etappe zu Ende fahren konnte, erwischte es drei Italiener schwer. Luca Barla (Schulterluxation), Manuel Belletti (Verdacht auf Gehirnerschütterung) und der in der Bergwertung führende Leonardo Bertagnolli (Rissquetschwunden), der die Etappe zwar noch zu Ende fuhr, mussten in das Krankenhaus Graz eingeliefert werden.

### 6. Etappe
Der Start zur sechsten Etappe erfolgte um 11:15 Uhr beim NÖ-Landhaus in St. Pölten. Von dort ging es neutralisiert über die Rennbahnstraße, den Europaplatz, den Schießstattring und die Praterstraße zur Kremser Landstraße, wo nach 4,0 km kurz vor der Stadtgrenze der offizielle Start erfolgte. Bereits nach 13,4 km kam es kurz nach Kuffern in Maria Ellend zur ersten Bergwertung (Kategorie 4). In Rehberg folgte nach 33,5 km die erste Sprintwertung. In Gföhl erwartete die Fahrer nach 49,0 km die zweite Bergwertung (Kategorie 3). Es folgte eine wellige Fahrt, ehe nach 124,5 km in Geras die zweite Sprintwertung stattfand. Nach 158,8 km wurde das Ziel Horn erreicht. Ursprünglich hätte es hier zur dritten Sprintwertung des Tages kommen sollen. Da die Etappe wegen der Fehlleitung des Hauptfeldes (siehe Etappenverlauf) gekürzt wurde, fiel diese ebenso aus, wie die dritte Bergwertung (Kategorie 3) in Irnfritz.

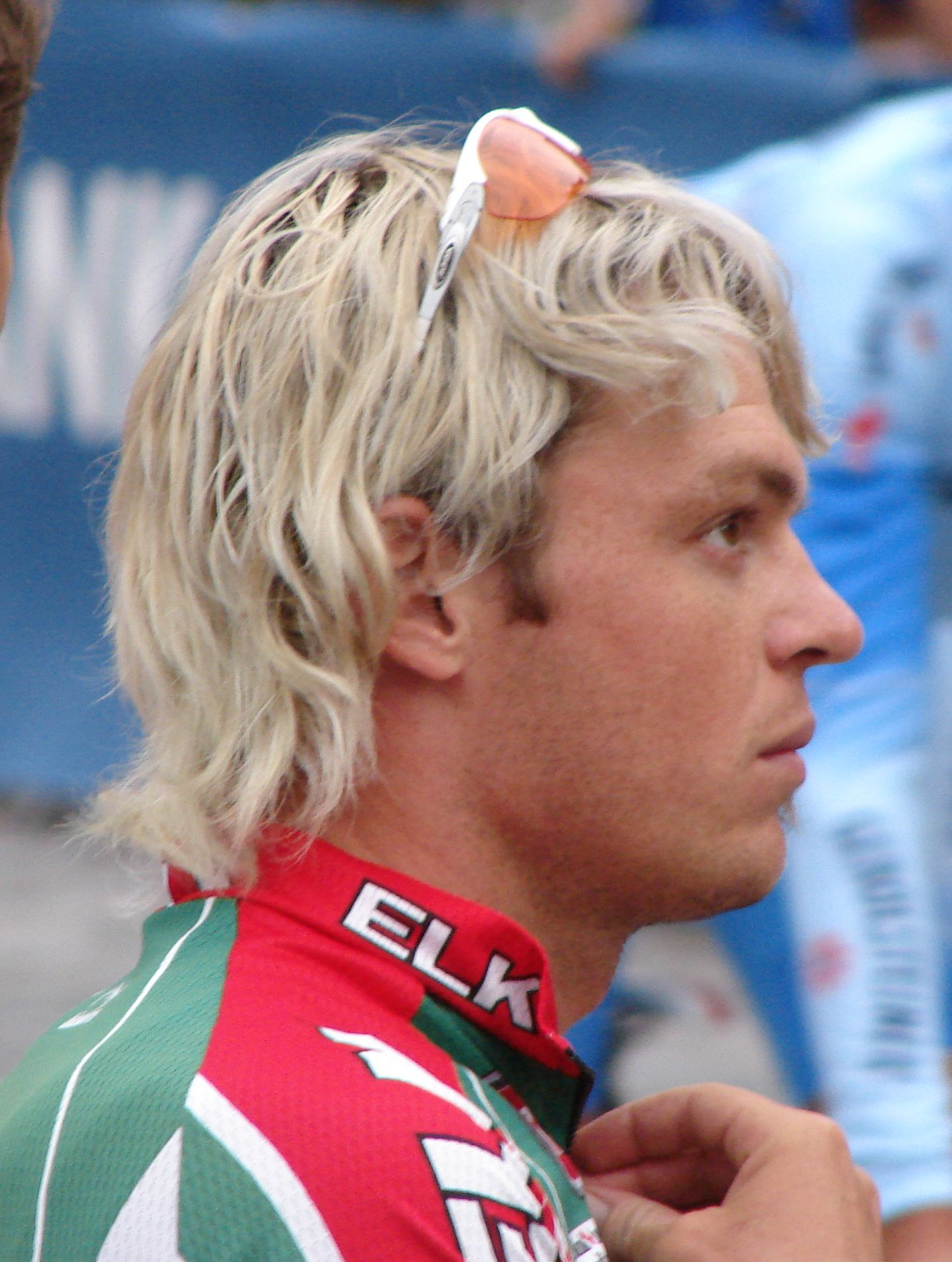
Stefan Ruckers Flucht blieb unbelohnt. Am Ende wies er 1:32 min Rückstand auf

Turbulent verlief die sechste Etappe der Ö-Tour. Der Steirer Stefan Rucker, der Deutsche Markus Eichler und der Russe Maxim Belkow konnten sich schon bald nach dem Start vom Feld absetzen und fuhren einen Vorsprung vom 2:30 min heraus. Kurz dahinter folgte der Schwede Jonas Ljungblad. Diese vier Fahrer fanden auch die richtige Strecke. Das Hauptfeld wurde nach der Donaubrücke in Krems jedoch falsch abgeleitet, weshalb die Spitzengruppe von den UCI-Kommissären gestoppt wurde und auf das Hauptfeld warten musste. Beim Neustart wurden die Fahrer entsprechend den vorherigen Rückständen ein zweites Mal abgelassen. Nachdem durch dieses Manöver der Zeitplan um mehr als eine halbe Stunde verzögert wurde, entschlossen sich die Verantwortlichen, die Schlussrunde rund um Horn zu streichen und die Etappe auf 158,8 km zu verkürzen. Die dreiköpfige Spitzengruppe konnte kurz vor dem Ziel vom Hauptfeld wieder eingefangen werden, wodurch es in Horn zu einem Massensprint kam, den André Greipel um Felgenbreite vor Graeme Brown für sich entscheiden konnte. Der Deutsche sicherte sich damit nach dem Erfolg auf der ersten Etappe, den zweiten Tagessieg bei der Österreich-Rundfahrt und setzte sich damit auch in der Punktewertung an die Spitze. Bester Österreicher wurde Werner Riebenbauer auf dem siebenten Rang. Das Führungstrio um Michael Albasini kamebenso wie der beste Österreicher Stefan Denifl zeitgleich mit dem Sieger ins Ziel. Bester Deutscher blieb Matthias Russ, der jedoch mit 31 Sekunden Rückstand das Ziel erreichte und nunmehr als 28. bereits 22:19 min Rückstand aufweist.

### 7. Etappe
Bereits zum vierten Mal in Folge war Podersdorf am See Schauplatz des Einzelzeitfahrens der Österreich Rundfahrt. Der Start erfolgte in der Seeuferstraße, von wo es über die Seestraße zur Hauptstraße ging. Über die Mühlstraße wurde die Landesstraße 205 erreicht, auf der es bis Illmitz ging. Nach 11,9 km wurde der Wendebereich am Hauptplatz erreicht. Über die Landesstraße 205 gelangten die Fahrer zurück nach Podersdorf, wo es von der Hauptstraße über die Neusiedler Straße zum Güterweg Podersdorf–Hofriede ging. Der Zieleinlauf nach 26,3 km befand sich traditionellerweise an der Promenade. Vorjahressieger Bert Grabsch, der die Strecke in 30:30 Minuten bewältigte, war 2009 ebenso nicht am Start, wie die Sieger der Vorjahre Stijn Devolder (2007, 28:12 min auf 24,5 km) und László Bodrogi (2006, 36:04 min auf 24,5 km). Somit musste es zwangsläufig ein neues Siegergesicht geben.

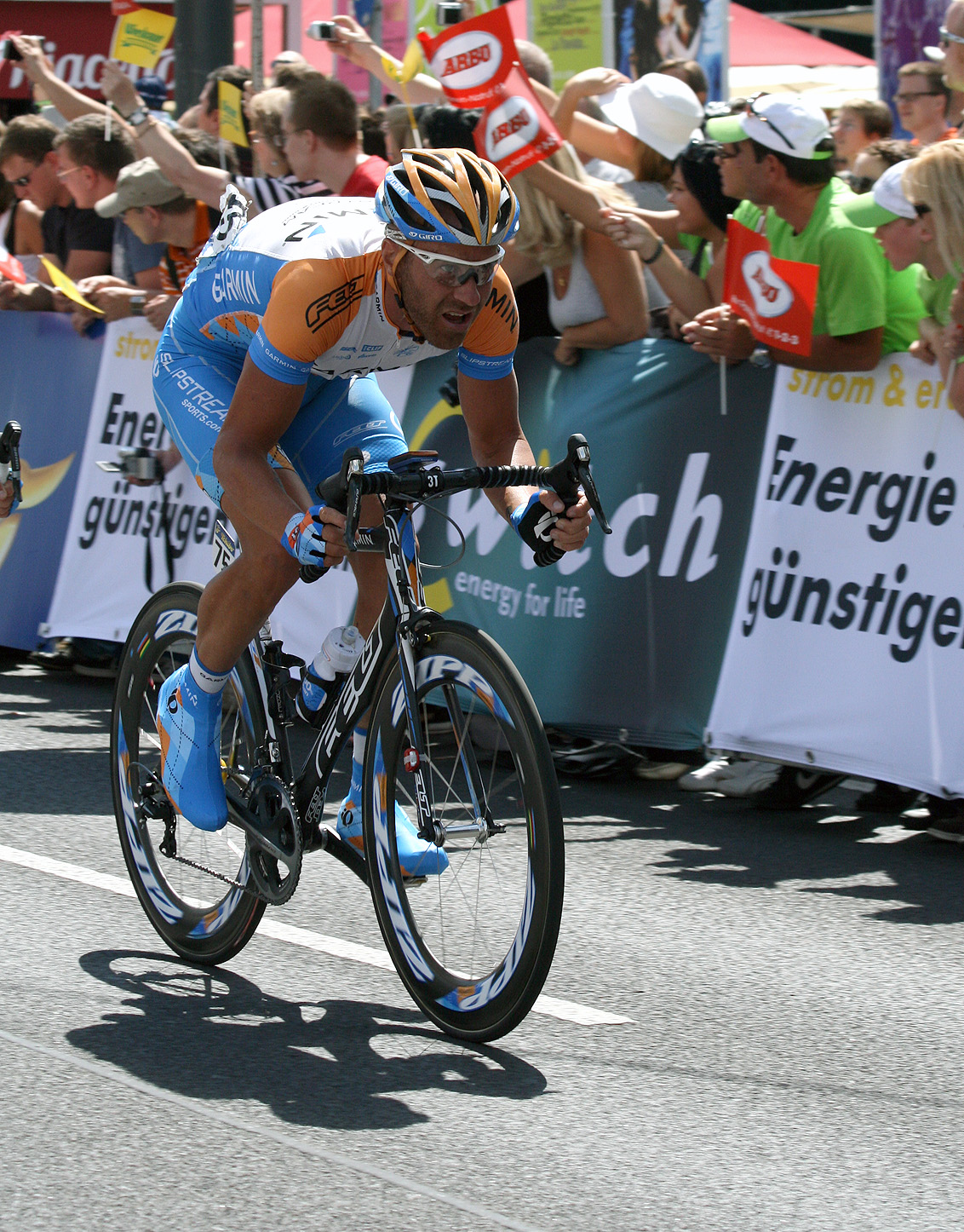
Der Etappenzweite Svein Tuft

Obwohl Michael Albasini vor dem Start betonte, dass das Einzelzeitfahren seine schwächere Disziplin sei, legte der Schweizer im Kampf gegen die Uhr den Grundstein zum Sieg in der 61. Österreich-Rundfahrt. Mit seinem fünften Platz und einem Rückstand von nur 37 Sekunden setzte er sich deutlich von seinen bisherigen Verfolgern Giampaolo Caruso (79. mit 3:31 min Rückstand) und Kevin Seeldraeyers (52., 2:20 min zurück) ab. Tagessieger wurde der niederländische Meister und neue Glocknerkönig Koos Moerenhout. Mit 31:36 min verfehlte er wegen des heftigen Gegenwindes auf der Rückfahrt jedoch klar die Siegerzeit vom Vorjahr. Mit dem Minimalrückstand von 1,65 Sekunden landete der Kanadier Svein Tuft auf dem zweiten Rang. Der ukrainische Zeitfahrspezialist und Geheimfavorit Ruslan Pidhornyj kam über den sechsten Platz nicht hinaus, schob sich in der Gesamtwertung jedoch auf den zweiten Platz vor, den er bereits bei der Österreich-Rundfahrt 2006 innehatte.
Bester Österreicher beim Zeitfahren wurde der Vorarlberger Matthias Brändle auf dem 31. Rang mit 1:47 min Rückstand. In der Gesamtwertung konnte Stefan Denifl seinen achten Platz (3:37 min zurück) verteidigen. Als bester Deutscher landete Marcus Burghardt in der Tageswertung mit 41 Sekunden Rückstand auf dem siebentan Platz. In der Gesamtwertung konnte sich Matthias Russ mit dem 33. Tagesrang (1:50 min zurück) um zwei Plätze verbessern und ist nunmehr als 26. weiterhin bester deutscher Fahrer.

### 8. Etappe

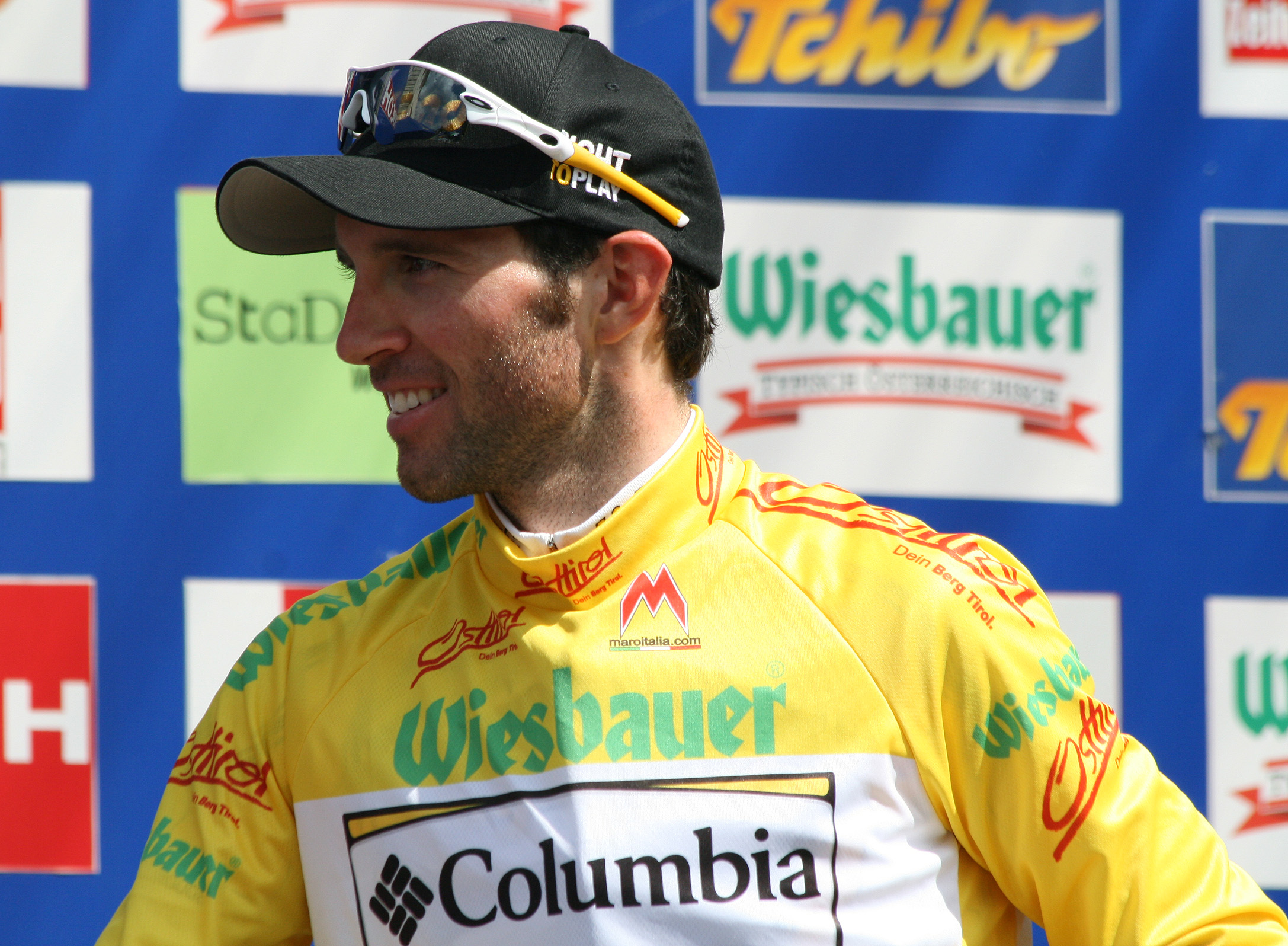
Gesamtsieger Michael Albasini während der Siegerehrung vor dem Burgtheater in Wien

Die achte und letzte Etappe der Österreich-Rundfahrt wurde wieder in der Seeufer Straße in Podersdorf am See gestartet. Von dort ging es neutralisiert über die Neusiedler Straße zum Ortsende, wo nach 1,5 km der eigentliche Start erfolgte. Über Neusiedl am See, Parndorf, Bruck an der Leitha und Schwechat gelang das Feld nach Wien, wo es über die Simmeringer Hauptstraße, die Landstraßer Hauptstraße und den Schwarzenbergplatz den Ring erreichte. Nach der ersten Zieldurchfahrt beim Wiener Burgtheater um etwa 13:40 Uhr, hatte das Feld noch zehn Runden zu jeweils 5,8 km zurückzulegen. Anlässlich der zweiten, fünften und achten Zieldurchfahrt fanden Sprintwertungen statt, ehe nach 124,3 km das Ziel erreicht wurde.